# 2012–2013-as magyar női kézilabda-bajnokság (első osztály)
A 2012–2013-as magyar női kézilabda-bajnokság első osztálya a bajnokság 62. kiírása. A szezon 2012. augusztus 31
-én kezdődött és 2013 május 8-án ért véget. A bajnokságot végül a címvédő Győri Audi ETO KC csapata nyerte. Ez volt a klub 10. bajnoki elsősége.

## Lebonyolítás
A 22 fordulós alapszakasz vége után az 1–4. helyezettek elődöntőt játszanak (az első a negyedikkel, a második a harmadikkal), majd a döntő és a bronzpárbaj következik – egyaránt két nyert győzelemig. Döntetlen esetén mindhárom fordulóban hétméteresek döntenek.
Az 5–8., illetve 9–12. helyezett csapatok oda-visszavágós alapon körmérkőzést játszanak egymással a végső helyezések eldöntése érdekében, és az alapszakaszból – elért helyezéseik alapján – 4, 3, 2 vagy 1 bónuszpontot visznek tovább. Az utolsó két helyezett kiesik.
- Alapszakasz: 2012. augusztus 31. – 2013. március 31.
- Rájátszás: 2013. április 2. – május 8.

## Részt vevő csapatok
A bajnoki mezőnyt eredetileg a tavalyi szezon első 10 helyezettje illetve a másodosztályból feljutó 2 csapat képviselte volna, viszont az NB1/B nyugati csoportjának győztese a Győri ETO KC második számú együttes révén nem indulhatott, a mögötte végző Mohácsi TE pedig nem nevezett az első osztályba, ezért a bajnoki 12. Kiskunhalas NKSE megőrizhette tagságát. Az NB1/B keleti csoportjának győztese, a Nyíradony VVTK nem vállalta az indulást, így az ezüstérmes Budapest SE jutott fel az élvonalba. A Dunaújvárosi REK csapata nem nevezett a szezonra, ám később a Dunaújvárosi Kohász KA nevezését a szövetség elfogadta, így maradt a 12 csapatos mezőny.

### Az induló csapatok
| Klub név               | Székhely       | Előző szezon    |
| ---------------------- | -------------- | --------------- |
| Alcoa Fehérvár KC      | Székesfehérvár | 6. az NB1-ben   |
| Békéscsaba ENK SE      | Békéscsaba     | 9. az NB1-ben   |
| Budapest SE 1          | Budapest       | 2. az NB1/B-ben |
| Dunaújvárosi Kohász KA | Dunaújváros    | 10. az NB1-ben  |
| DVSC-Fórum             | Debrecen       | 8. az NB1-ben   |
| Érdi VSE               | Érd            | 4. az NB1-ben   |
| Ferencvárosi TC        | Budapest       | 2. az NB1-ben   |
| Győri ETO KC           | Győr           | 1. az NB1-ben   |
| Kiskunhalas NKSE 2     | Kiskunhalas    | 12. az NB1-ben  |
| Siófok KC              | Siófok         | 3. az NB1-ben   |
| Váci NKSE              | Vác            | 7. az NB1-ben   |
| Veszprém Barabás KC    | Veszprém       | 5. az NB1-ben   |

Vastagon kiemelve a címvédő.

## Az alapszakasz
| #   | Csapat                 | M  | GY | D | V  | G+ – G– | GK   | P  | Megjegyzések    |
| --- | ---------------------- | -- | -- | - | -- | ------- | ---- | -- | --------------- |
| 1.  | Győri ETO KC           | 22 | 21 | 1 | 0  | 739–450 | +289 | 43 | Rájátszás 1–4.  |
| 2.  | Ferencvárosi TC        | 22 | 18 | 2 | 2  | 758–603 | +155 | 38 | Rájátszás 1–4.  |
| 3.  | Érdi VSE               | 22 | 13 | 2 | 7  | 616–539 | +77  | 28 | Rájátszás 1–4.  |
| 4.  | Váci NKSE              | 22 | 13 | 2 | 7  | 609–582 | +27  | 28 | Rájátszás 1–4.  |
| 5.  | Alcoa Fehérvár KC      | 22 | 13 | 0 | 9  | 562–583 | −21  | 26 | Rájátszás 5–8.  |
| 6.  | Kiskunhalas NKSE       | 22 | 12 | 1 | 9  | 616–611 | +5   | 25 | Rájátszás 5–8.  |
| 7.  | Veszprém Barabás KC    | 22 | 10 | 1 | 11 | 555–616 | −61  | 21 | Rájátszás 5–8.  |
| 8.  | Dunaújvárosi Kohász KA | 22 | 6  | 4 | 12 | 597–662 | −65  | 16 | Rájátszás 5–8.  |
| 9.  | Siófok KC              | 22 | 7  | 0 | 15 | 590–652 | −62  | 14 | Rájátszás 9–12. |
| 10. | Békéscsaba ENK SE      | 22 | 6  | 1 | 15 | 535–625 | −90  | 13 | Rájátszás 9–12. |
| 11. | DVSC-Fórum             | 22 | 2  | 4 | 16 | 539–647 | −108 | 8  | Rájátszás 9–12. |
| 12. | Budapest SE            | 22 | 1  | 2 | 19 | 526–672 | −146 | 4  | Rájátszás 9–12. |

Forrás: nso.hu 
A rangsorolás alapszabályai: 1. összpontszám, 2. egymás elleni eredmények összpontszáma, 3. gólkülönbség, 4. szerzett gólok száma.
(B): Bajnokcsapat, (K): Kieső csapat, (F): Feljutó csapat, (I): Kupainduló, (R): A rájátszás győztese, (KGY): Kupagyőztes

### Eredmények
| Hazai \ Vendég1        | ALC   | BÉK   | BUD   | DUN   | DVS   | ÉRD   | FTC   | GYŐ   | KIS   | SIÓ   | VÁC   | VES   |
| Alcoa Fehérvár KC      |       | 31–23 | 38–24 | 29–19 | 30–25 | 26–24 | 21–30 | 17–30 | 30–26 | 25–28 | 31–25 | 28–25 |
| Békéscsaba ENK SE      | 24–25 |       | 23–22 | 25–26 | 21–21 | 24–28 | 25–28 | 18–35 | 24–28 | 31–23 | 25–26 | 31–27 |
| Budapest SE            | 28–26 | 25–27 |       | 26–28 | 29–30 | 24–33 | 22–36 | 21–37 | 33–37 | 20–25 | 20–26 | 23–23 |
| Dunaújvárosi Kohász KA | 18–21 | 30–32 | 31–24 |       | 34–34 | 27–27 | 31–31 | 23–40 | 24–32 | 37–29 | 31–31 | 31–25 |
| DVSC-Fórum             | 24–25 | 23–28 | 24–24 | 28–30 |       | 28–28 | 24–30 | 24–30 | 23–33 | 29–24 | 30–32 | 19–23 |
| Érdi VSE               | 21–24 | 30–17 | 30–20 | 33–27 | 36–16 |       | 24–22 | 19–28 | 34–22 | 36–21 | 24–25 | 27–22 |
| Ferencvárosi TC        | 39–24 | 39–22 | 40–25 | 39–33 | 39–28 | 37–29 |       | 34–34 | 37–26 | 42–29 | 35–26 | 33–26 |
| Győri ETO KC           | 37–13 | 29–14 | 34–20 | 34–22 | 38–23 | 29–18 | 36–28 |       | 34–18 | 37–18 | 32–15 | 37–21 |
| Kiskunhalas NKSE       | 27–24 | 35–25 | 35–23 | 29–21 | 29–23 | 21–25 | 27–35 | 17–33 |       | 31–30 | 24–24 | 22–20 |
| Siófok KC              | 25–28 | 33–24 | 30–25 | 31–24 | 28–19 | 27–34 | 35–43 | 22–30 | 32–29 |       | 30–31 | 24–25 |
| Váci NKSE              | 33–19 | 31–23 | 33–26 | 29–22 | 26–22 | 28–33 | 25–27 | 26–28 | 32–30 | 26–24 |       | 32–17 |
| Veszprém Barabás KC    | 28–27 | 30–29 | 26–22 | 33–28 | 30–22 | 24–23 | 31–34 | 19–37 | 25–38 | 26–22 | 29–27 |       |

Forrás: nso.hu 
1A hazai csapatok a bal oldali oszlopban szerepelnek.
Színek: Zöld = hazai győzelem; Sárga = döntetlen; Piros = vendéggyőzelem.
 

## A rájátszás

### 1-4. helyért
Elődöntő
|                 | Eredmény |           | 1. mérk. | 2. mérk. | 3. mérk. |
| --------------- | -------- | --------- | -------- | -------- | -------- |
| Győri ETO KC    | 2–0      | Váci NKSE | 39–16    | 30–20    |          |
| Ferencvárosi TC | 2–0      | Érdi VSE  | 31–23    | 34–29    |          |

Harmadik helyért
|          | Eredmény |           | 1. mérk. | 2. mérk. | 3. mérk. |
| -------- | -------- | --------- | -------- | -------- | -------- |
| Érdi VSE | 2–1      | Váci NKSE | 27–23    | 20–24    | 25–21    |

Döntő
|              | Eredmény |                 | 1. mérk. | 2. mérk. | 3. mérk. |
| ------------ | -------- | --------------- | -------- | -------- | -------- |
| Győri ETO KC | 2–0      | Ferencvárosi TC | 34–28    | 34–19    |          |

### 5-8. helyért
Az alapszakaszból továbbvitt pontok:
- 4 pont: Alcoa Fehérvár KC
- 3 pont: Kiskunhalas NKSE
- 2 pont: Veszprém Barabás KC
- 1 pont: Dunaújvárosi Kohász KA

| #  | Csapat                 | M | GY | D | V | G+ – G– | GK  | P  | Megjegyzések |
| -- | ---------------------- | - | -- | - | - | ------- | --- | -- | ------------ |
| 5. | Alcoa Fehérvár KC      | 6 | 4  | 0 | 2 | 158–146 | +12 | 12 |              |
| 6. | Kiskunhalas NKSE       | 6 | 3  | 0 | 3 | 169–170 | −1  | 9  |              |
| 7. | Veszprém Barabás KC    | 6 | 3  | 0 | 3 | 163–159 | +4  | 8  |              |
| 8. | Dunaújvárosi Kohász KA | 6 | 2  | 0 | 4 | 168–183 | −15 | 5  |              |

| Hazai \ Vendég1        | ALC   | DUN   | KIS   | VES   |
| Alcoa Fehérvár KC      |       | 32–29 | 25–26 | 27–24 |
| Dunaújvárosi Kohász KA | 23–27 |       | 36–33 | 31–24 |
| Kiskunhalas NKSE       | 21–27 | 33–24 |       | 31–30 |
| Veszprém Barabás KC    | 23–20 | 34–25 | 28–25 |       |

### 9-12. helyért
Az alapszakaszból továbbvitt pontok:
- 4 pont: Siófok KC
- 3 pont: Békéscsaba ENK SE
- 2 pont: DVSC-Fórum
- 1 pont: Budapest SE

| #   | Csapat            | M | GY | D | V | G+ – G– | GK  | P  | Megjegyzések       |
| --- | ----------------- | - | -- | - | - | ------- | --- | -- | ------------------ |
| 9.  | Békéscsaba ENK SE | 6 | 5  | 0 | 1 | 172–154 | +18 | 13 |                    |
| 10. | Siófok KC         | 6 | 4  | 0 | 2 | 168–148 | +20 | 12 |                    |
| 11. | DVSC-Fórum        | 6 | 2  | 0 | 4 | 153–164 | −11 | 6  | Kiesés az NB1/B-be |
| 12. | Budapest SE       | 6 | 1  | 0 | 5 | 152–179 | −27 | 3  | Kiesés az NB1/B-be |

| Hazai \ Vendég1   | BÉK   | BUD   | DVS   | SIÓ   |
| Békéscsaba ENK SE |       | 33–25 | 29–20 | 23–21 |
| Budapest SE       | 26–33 |       | 23–19 | 24–28 |
| DVSC-Fórum        | 30–31 | 32–28 |       | 26–24 |
| Siófok KC         | 32–23 | 34–26 | 29–26 |       |

## A végeredmény
| #   | Csapat                 | Megjegyzések                                             |
| --- | ---------------------- | -------------------------------------------------------- |
| 1.  | Győri ETO KC (10. cím) | 2013–2014-es női EHF-bajnokok ligája csoportkör          |
| 2.  | Ferencvárosi TC        | 2013–2014-es női EHF-bajnokok ligája selejtező           |
| 3.  | Érdi VSEA              | 2013–2014-es női EHF-bajnokok ligája selejtező           |
| 4.  | Váci NKSE              | 2013–2014-es női EHF-kupa selejtező                      |
| 5.  | Alcoa Fehérvár KCA     | 2013–2014-es női EHF-kupa selejtező                      |
| 6.  | Kiskunhalas NKSEB      | Kiesés az NB1/B-be                                       |
| 7.  | Veszprém Barabás KCC   | 2013–2014-es női EHF-kupagyőztesek Európa-kupája, 3. kör |
| 8.  | Dunaújvárosi Kohász KA |                                                          |
| 9.  | Békéscsaba ENK SE      |                                                          |
| 10. | Siófok KC              |                                                          |
| 11. | DVSC-FórumD            |                                                          |
| 12. | Budapest SEB           |                                                          |